# Radžputi
Radžputi (iz sanskrtskog raja-puta, tj. „sin kralja”) su bili pripadnici hindu klana u današnjoj zapadnoj, središnjoj i sjevernoj Indiji i nekim dijelovima Pakistana. Prema predaji oni su potomci sjevernoindijskog ratničkog reda Kšatri.
Radžputi su od 6. do 12. stoljeća osnovali nekoliko kraljevstava u današnjim indijskim saveznim državama Rajasthanu i Gujaratu (povijesna Rajputana), od kojih su se neke održale sve do 20. stoljeća.
Radžastancima se smatraju stanovnici ovih kraljevstava koji su danas raspršeni u cijeloj južnoj Aziji, osobito u zapadnim, središnjim i sjevernim indijskim državama Rajasthan, Gujarat, Uttar Pradesh, Himachal Pradesh, Haryana, Jammu i Kashmir, Punjab, Uttarakhand, Madhya Pradesh, Bihar i pakistanskom Sindhu.

## Povijest
Radžputi su uspostavili brojna kraljevstva još od 6. stoljeća u današnjem Rajasthanu, Saurashtri (današnji Gujarat) i dijelovima Pakistana. Uspješno su se odupirali islamskoj invaziji dok su se muslimani proširili u Punjab i dolinu rijeke Ganges. Radžputi su zadržali svoju neovisnost i naposljetku postali jedna od glavnih prepreka potpunom muslimanskom osvajanju Indije. Poslije su njihove malene dinastije vladale velikim dijelom sjeverne Indije. Jedan radžputski vladar Gurdžara iz klana Chauhana, Prithvi Raj Chauhan, bio je osobito poznat po krvavim sukobima protiv islamskih sultanata. Početkom 14. st. sultan Alaudin Hildži, iz dinastije Hildžija (koja je vladala sjevernom Indijom od 1290. – 1320.) samo je nakratko osvojio Ajmersko kraljevstvo. Samo pedesetak godina poslije, Radžputi su ponovno uzdigli svoje kraljevstvo, ovaj put pod Rana Hammirom u Mewaru (Rajasthan), te su proširili svoj utjecaj sve do Bengala i Punjaba, s prijestolnicom u Gwalioru. Radžputi su pružali otpor i mogulskim carevima Humayunu, i njegovom sinu Akbaru. Od 1558. do 1578. bjesnio je Mogulsko-radžputski rat, katkad otvoreni a katkad gerilski, u kojemu su Radžputi oslobodili gotovo cijeli Mewar. Car Jahangir je nakon bijesnih borbâ od 1605. – 13. god. naposljetku isposlovao radžputsko priznanje mogulskog suvereniteta, uz zadržavanje neovisnosti Mewara, koju su Radžputi zadržali sve do britanske vlasti.
S Britancima sklapaju brojne sporazume u 19. stoljeću, prihvaćajući suverenitet engleskog kralja. Od tada je njihovo područje bilo poznato kao Rajputana, sve do osamostaljenja Indije 1947. god. i osnutka države Rajasthana.